# 에아르웬
에아르웬(Eärwen)은 실마릴리온의 등장인물이다. 텔레리의 왕 올웨의 딸이며, 놀도르 대왕 핀웨의 아들 피나르핀과 혼인했다. 이름의 뜻은 바다의 숙녀로 알려졌다.
그녀는 순서대로 핀로드, 앙그로드, 아이그노르, 갈라드리엘 4명의 자식을 두었으며, 자식들 모두 발리노르에서 태어났다. 모르고스가 발리노르의 두 영생목을 죽이고 도망갔을 때, 대부분의 놀도르가 페아노르를 따라 가운데땅으로 떠났지만, 발리노르에 남길 원하던 피나르핀과 함께 그대로 남아있었다. 다만, 그의 자식들은 모두 가운데땅으로 떠나는 위험한 여정에 동참했고 오직 그녀의 외동딸 갈라드리엘만 죽음을 피하여 만도스의 전당을 통하지 않고 발리노르로 돌아왔다.